# 빈센트 로드리게즈 3세

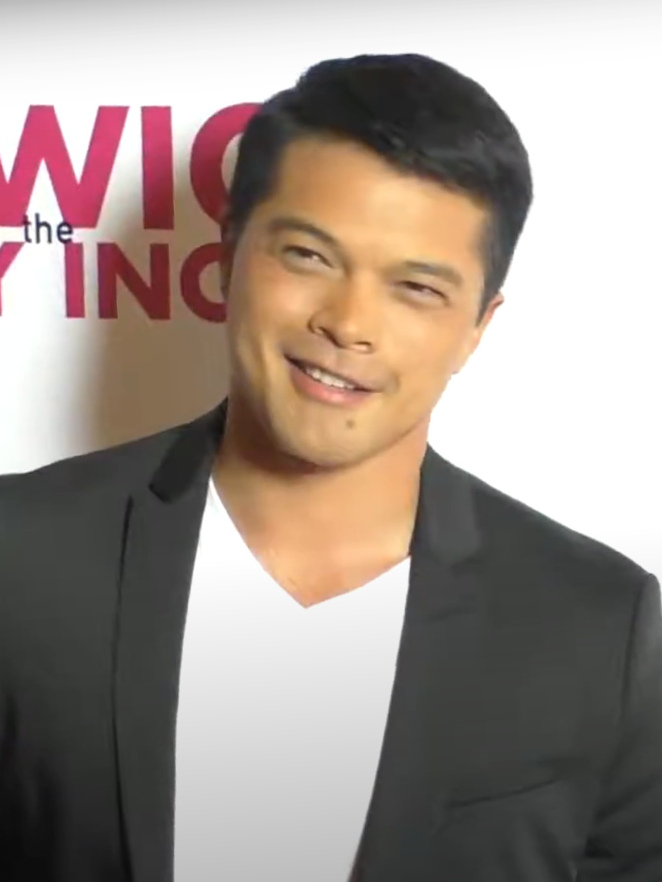

빈센트 로드리게즈 3세(Vincent Rodriguez III, 1982년 8월 10일 ~ )는 미국의 배우, 텔레비전 배우이다.
샌프란시스코에서 태어났다.

## 방송
- 크레이지 엑스 걸프렌드 시즌2
- 크레이지 엑스 걸프렌드